# Campionato mondiale Supermoto 2013
Il Campionato mondiale Supermoto 2013 dodicesima edizione dell'evento si è disputato dal 28 aprile al 22 settembre 2013 su 7 prove. Il regolamento cambia rispetto alla stagione precedente in quanto passa da tre a due manche a Gran Premio.

## Calendario
| Prova | Data         | Gran Premio                       | Località   | Vincitore gara 1 | Vincitore gara 2 |
| ----- | ------------ | --------------------------------- | ---------- | ---------------- | ---------------- |
| 1     | 28 aprile    | Gran Premio d'Italia              | Capua      | Mauno Hermunen   | Mauno Hermunen   |
| 2     | 26 maggio    | Gran Premio d'Europa              | Vairano    | Mauno Hermunen   | Mauno Hermunen   |
| 3     | 23 giugno    | Gran Premio della Repubblica Ceca | Sosnová    | Mauno Hermunen   | Mauno Hermunen   |
| 4     | 30 giugno    | Gran Premio d'Estonia             | Kuressaare | Mauno Hermunen   | Mauno Hermunen   |
| 5     | 13 luglio    | Gran Premio di Latina             | Latina     | Mauno Hermunen   | Thomas Chareyre  |
| 6     | 15 settembre | Gran Premio di Sicilia            | Triscina   | Mauno Hermunen   | Adrien Chareyre  |
| 7     | 22 settembre | Gran Premio di Francia            | Rivesaltes | Thomas Chareyre  | Adrien Chareyre  |

## Sistema di punteggio e legenda
| Pos.  | 1  | 2  | 3  | 4  | 5  | 6  | 7  | 8  | 9  | 10 | 11 | 12 | 13 | 14 | 15 | 16 | 17 | 18 | 19 | 20 | 21 > |
| ----- | -- | -- | -- | -- | -- | -- | -- | -- | -- | -- | -- | -- | -- | -- | -- | -- | -- | -- | -- | -- | ---- |
| Punti | 25 | 22 | 20 | 18 | 16 | 15 | 14 | 13 | 12 | 11 | 10 | 9  | 8  | 7  | 6  | 5  | 4  | 3  | 2  | 1  | 0    |

## Classifiche

### Piloti
| Pos. | Pilota                | Moto    | ITA 1 | ITA 2 | BUL 1 | BUL 2 | CZE 1 | CZE 2 | EST 1 | EST 2 | LAT 1 | LAT 2 | SIC 1 | SIC 2 | FRA 1 | FRA 2 | Punti |
| ---- | --------------------- | ------- | ----- | ----- | ----- | ----- | ----- | ----- | ----- | ----- | ----- | ----- | ----- | ----- | ----- | ----- | ----- |
| 1    | Mauno Hermunen        | TM      | 1     | 1     | 1     | 1     | 1     | 1     | 1     | 1     | 1     | 5     | 1     | 3     | 5     | 8     | 315   |
| 2    | Thomas Chareyre       | TM      | 2     | 2     | 2     | 2     | 2     | 2     | 3     | 3     | 2     | 1     | 3     | 2     | 1     | 5     | 302   |
| 3    | Adrien Chareyre       | Aprilia | 11    | 10    | 3     | 3     | 3     | 6     | 2     | 2     | 3     | 2     | 2     | 1     | 2     | 1     | 276   |
| 4    | Ivan Lazzarini        | Honda   | 3     | 4     | 6     | 4     | 4     | 3     | 4     | 6     | 5     | 4     | 4     | 9     | 4     | 4     | 242   |
| 5    | Sylvain Bidart        | Honda   | 4     | 3     | 4     | 5     | 6     | 4     | 9     | 11    | 6     | 6     | 6     | 5     | 3     | 3     | 228   |
| 6    | Andrea Occhini        | Suzuki  | 8     | 7     | 9     | 10    | 13    | 9     | 8     | 17    | 9     | 8     | 7     | 4     | 7     | 6     | 173   |
| 7    | Christian Ravaglia    | Honda   | 5     | 9     | 10    | 8     | 14    | 8     | 7     | 8     | 7     | 7     | 8     | 15    | 11    | 12    | 165   |
| 8    | Petr Vorlíček         | TM      | 7     | 5     | 7     | 6     | 5     | 5     |       |       |       |       | 5     | 11    | 8     | 9     | 142   |
| 9    | Aurelien Grelier      | Yamaha  |       |       | 5     | 7     | 8     | 7     | 5     | 5     | 11    | 15    |       |       | 6     | 7     | 134   |
| 10   | Thierry Van Den Bosch | TM      |       |       |       |       | 7     | 12    | 6     | 4     | 4     | 3     | 15    |       | 12    | 2     | 131   |

### Costruttori
| Pos. | Costruttore | ITA 1 | ITA 2 | BUL 1 | BUL 2 | CZE 1 | CZE 2 | EST 1 | EST 2 | LAT 1 | LAT 2 | SIC 1 | SIC 2 | FRA 1 | FRA 2 | Punti |
| ---- | ----------- | ----- | ----- | ----- | ----- | ----- | ----- | ----- | ----- | ----- | ----- | ----- | ----- | ----- | ----- | ----- |
| 1    | TM          | 1     | 1     | 1     | 1     | 1     | 1     | 1     | 1     | 1     | 1     | 1     | 2     | 1     | 2     | 344   |
| 2    | Aprilia     | 11    | 10    | 3     | 3     | 3     | 6     | 2     | 2     | 3     | 2     | 2     | 1     | 2     | 1     | 276   |
| 3    | Honda       | 3     | 3     | 4     | 4     | 4     | 3     | 4     | 6     | 5     | 4     | 4     | 5     | 3     | 3     | 255   |
| 4    | Suzuki      | 8     | 7     | 9     | 10    | 13    | 9     | 8     | 17    | 9     | 8     | 7     | 4     | 7     | 6     | 173   |
| 5    | Yamaha      | 18    | 16    | 5     | 7     | 8     | 7     | 5     | 5     | 11    | 15    | 14    | 14    | 6     | 7     | 156   |
| 6    | KTM         | 15    | 12    | 15    | 15    | 12    | 13    | 12    | 9     | 13    | 12    | 13    | 13    | 10    | 13    | 117   |